# Bukowinaer Lokalbahnen

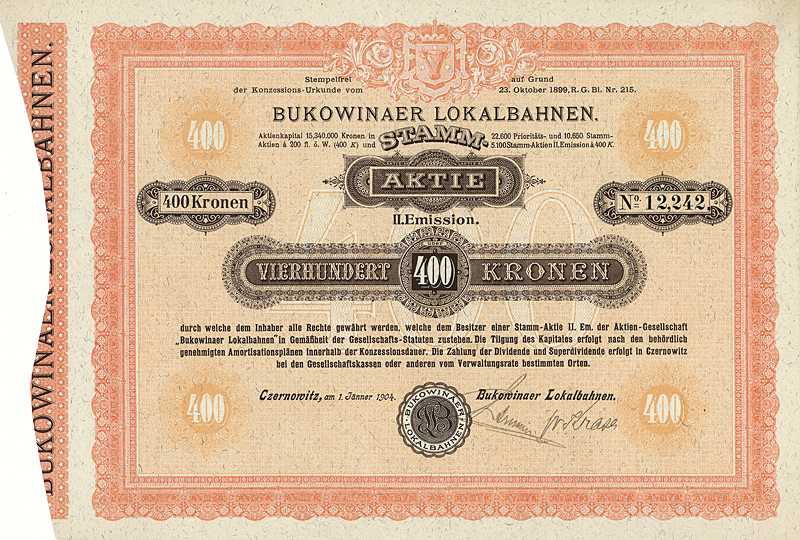
Acțiune din 1904

Bukowinaer Lokalbahnen (BLB) (în română Căile Ferate locale ale Bucovinei) a fost o companie feroviară locală din Ducatul Bucovinei (aflat în Imperiul Austro-Ungar).
Baronul Alexander von Petrinó, Heinrich Popper, baronul Nikolaus von Mustatza, dr. Stefan Stephanowitz și dr. Johann Zotta au concesionat la 5 iunie 1883 traseul de cale ferată Cernăuți–Noua Suliță  și, după aprobarea statutului la 2 iulie 1883 de către Adunarea Generală a membrilor fondatori, au înființat compania Lokalbahn Czernowitz–Nowosielitza (în română Calea ferată secundară Cernăuți–Noua Suliță) care a devenit societate pe acțiuni la 15 iulie 1883. Această predecesoare a societății pe acțiuni, care a fost autorizată prin legile din 25 mai 1880 și 26 decembrie 1882, a pus în funcțiune la 12 iulie 1884 linia cu același nume care, în Noua Suliță, făcea legătura cu Căile Ferate de Sud-Vest ale Rusiei (traseul Noua Suliță-Larga-Ocnița-Bălți).
La 12 iunie 1886 din compania Lokalbahn Czernowitz–Nowosielitza s-a desprins o nouă societate denumită Bukowinaer Lokalbahnen.
Sub administrarea sa s-au aflat următoarele rute:
- Calea ferată secundară Cernăuți–Noua Suliță (pusă în funcțiune la 12 iulie 1884, cu o lungime de 30,831 km), aceasta a intrat la 1 ianuarie 1894[5] în proprietatea statului
- Calea ferată secundară Adâncata–Berhomet pe Siret cu ramificația Carapciu pe Siret–Ciudei (pusă în funcțiune la 30 noiembrie 1886, cu o lungime de 52,924 km + 18,710 km)
  - Calea ferată industrială Berhomet pe Siret–Mejabrode–Lăpușna (pusă în funcțiune la 15 noiembrie 1909, cu o lungime de 14,621 km)
- Calea ferată secundară Dărmănești–Vatra Dornei
  - Tronsonul Dărmănești–Câmpulung Moldovenesc (pus în funcțiune la 1 mai 1888, cu o lungime de 66,866 km)
  - Tronsonul Câmpulung Moldovenesc–Valea Putnei (pus în funcțiune la 9 ianuarie 1901, cu o lungime de 18,984 km)
  - Tronsonul Valea Putnei–Iacobeni–Vatra Dornei (pus în funcțiune la 29 octombrie 1902, cu o lungime de 22,971 km)
  - Ramificația Pojorâta–Fundu Moldovei (pusă în funcțiune la 25 august 1906, cu o lungime de 6,246 km)
- Calea ferată secundară Dornești–Rădăuți (pusă în funcțiune la 17 noiembrie 1889, cu o lungime de 8,140 km), această cale ferată a fost vândută la 1 iulie 1898 către Neue Bukowinaer Lokalbahn-Gesellschaft
- Calea ferată industrială Vama–Moldovița (Rușii-Moldoviței) (pusă în funcțiune la 15 august 1889, cu o lungime de 20,059 km)
- Calea ferată cu ecartament îngust Ciudei–Cosciuia (pusă în funcțiune la 15 octombrie 1908, cu o lungime de 22,554 km)

Traseul de la Câmpulung Moldovenesc la Vatra Dornei a fost concesionat numai până la 23 octombrie 1899, calea ferată secundară Ciudei-Coșciuia numai până la 18 ianuarie 1907, respectiv până la 16 ianuarie 1911.
Deoarece compania Bukowinaer Lokalbahnen nu avea nici un mijloc de transport propriu, exploatarea traseelor a fost făcută până la 1 iulie 1889 de compania Lemberg-Czernowitz-Jassy Eisenbahn, de la care a fost preluată în aceeași zi de către Căile Ferate de stat cezaro-crăiești ale Austriei (kkStB).
BLB a funcționat chiar până la sfârșitul Primului Război Mondial (1918-1919), fiind apoi dizolvată, iar liniile de cale ferată au fost preluate de Căile Ferate Române (compania feroviară română de stat), deoarece Bucovina a devenit atunci parte a României Mari.

## Vehicule
- 25 locomotive cu 6 tendere
  - BLB 015
  - BLB 012–014
  - BLB 020–021
- 11 vagoane de pasageri
- 3 vagoane de serviciu
- 107 vagoane de marfă
- 12 vagoane - platformă